# Nils Erik Villstrand
Nils Erik Villstrand, född 24 maj 1952 i Purmo i Österbotten, är en finlandssvensk historiker. Han blev filosofie doktor 1992 med avhandlingen Anpassning eller protest. Om utskrivningarna av fotfolk till den svenska krigsmakten på 1600-talet. Han utnämndes till professor i nordisk historia vid Åbo Akademi år 2000. Villstrands forskning har främst behandlat det tidigmoderna Sverige. Mellan 1993 och 1996 var Villstrand chef för Svenska litteratursällskapets arkiv. Åren 1996-2000 var han museidirektör vid Österbottens museum. Han har tidigare varit styrelseledamot i Karl Johans förbundet.
2002 blev ledamot av Finska Vetenskaps-Societeten och den 5 oktober 2010 utländsk ledamot av svenska Vitterhetsakademien.